# Huggormsspindel
Huggormsspindel (Segestria senoculata) är en spindelart som först beskrevs av Carl von Linné 1758.  Huggormsspindel ingår i släktet ormspindlar, och familjen sexögonspindlar. Arten är reproducerande i Sverige. Utöver nominatformen finns också underarten S. s. castrodunensis.